# Three Saints Bay
Die Three Saints Bay ist eine kleine Bucht im Südosten der Insel Kodiak in Alaska (USA). Sie liegt 97 km südwestlich der Stadt Kodiak im Kodiak National Wildlife Refuge.

## Geschichte
Am 22. September 1784 gründete der Händler und Seefahrer Grigori Iwanowitsch Schelichow in dieser Bucht die erste russische Siedlung in Alaska. Die Bucht und die Siedlung wurde nach einem seiner Schiffe benannt.
1792 wurde die Siedlung aufgegeben und an die Stelle der heutigen Stadt Kodiak verlegt, nachdem sie von einem Erdbeben und einem Tsunami zerstört worden war.
Am 23. Februar 1972 wurde Three Saints Bay als archäologische Stätte in das National Register of Historic Places aufgenommen. Seit dem 2. Juni 1978 hat sie den Status einer National Historic Landmark.